# Herbst (Indiana)
Herbst è un census-designated place (CDP) degli Stati Uniti d'America, situato nello stato dell'Indiana, nella contea di Grant.